# Ernest Mottard
Ernest Mottard (Hollogne-aux-Pierres, 22 de marzo de 1902 - Hollogne-aux-Pierres, 30 de diciembre de 1949) fue un ciclista belga que fue profesional entre 1929 y 1936. Sus victorias más destacadas serían la Lieja-Bastogne-Lieja de 1928 y la París-Bruselas de 1930.

## Palmarés
1928
- Lieja-Bastogne-Lieja

1930
- París-Bruselas

1931
- 1 etapa de la Vuelta en Bélgica

## Resultados en las Grandes Vueltas
| Carrera         | 1929 | 1930 | 1931 | 1932 | 1933 | 1934 | 1935 | 1936 |
| --------------- | ---- | ---- | ---- | ---- | ---- | ---- | ---- | ---- |
| Giro de Italia  | -    | -    | -    | -    | -    | -    | -    | -    |
| Tour de Francia | -    | Ab.  | -    | -    | -    | -    | -    | -    |
| Vuelta a España | -    | -    | -    | -    | -    | -    | -    | -    |
| Mundial en Ruta | -    | -    | -    | -    | -    | -    | -    | -    |

-: no participa

Ab.: abandono